# Sick (película)
Sick es una película estadounidense de los géneros slasher y terror de 2023 dirigida por John Hyams.

## Argumento
Durante el trascurso de la pandemia mundial por el COVID-19, el estudiante universitario Tyler Murphy es acechado por una figura anónima mientras compra en una tienda. Al llegar a su departamento, es asesinado por esta.
Parker Marson lleva a su mejor amiga, Miri Woodlow, a la casa del lago de su familia para pasar la cuarentena de una manera más divertida para ambas. Cuando Miri ve a su acompañante sin mascarilla, le pide que se la ponga, y su amiga lo hace a regañadientes añadiendo que no “tiene el virus” y que no presenta síntomas.
Después de llegar a su destino, Miri encuentra impactante la completa segregación de la casa, y Parker le dice que la casa más cercana está a dos millas de distancia, lo que hace que las dos amigas estén completamente aisladas durante su cuarentena. Las chicas descargan sus cosas y se dirigen a un pequeño muelle para broncearse. Parker recibe un mensaje que le dice que salte al agua, lo que inquieta a las dos jóvenes. Parker bloquea el número después de que Miri le dice que podría ser alguien que intenta jugar con ellas después de ver la publicación de Instagram de Parker.
Más tarde ese día, comienzan un juego de beber mientras miran las noticias sobre la pandemia. Un visitante desconocido llama a la puerta, lo que alarma a ambas, por lo que se dirigen a la ventana para ver quién es. En consecuencia, observan una camioneta parada y alguien subiendo a ella, intrigando a las dos chicas. Parker agarra un cuchillo y decide mirar afuera, pero no encuentra a nadie. Su affair, DJ, viene por detrás en silencio y asusta a las dos damas.
Los tres amigos ahora pasan el rato por la noche. Antes de irse a dormir, DJ confronta a Parker sobre su situación, y Parker le dice que debería poder estar con otros chicos ya que su relación no es oficial. Ella se disculpa después de ver la tristeza de DJ, a lo que él agrega que se irá de la casa al día siguiente. Parker habla con Miri sobre lo sucedido, y su amiga la consuela y le da consejos, mientras un intruso se cuela en la casa sin ser notado mientras los amigos se preparan para dormir.
El misterioso intruso roba los teléfonos de todos, y DJ se despierta para darse cuenta de esto. Parker también se despierta cuando Little Respect de Erasure comienza a sonar a todo volumen al gritar el nombre de DJ, este la agarra por detrás y la silencia, insistiendo en que podría haber alguien en la casa con ellos. Él le dice que se escape y le entrega las llaves de su auto, mientras él va a buscar a Miri. Parker sale con éxito de la casa y ve desde una ventana cómo el asaltante intenta apuñalar a Miri, pero ella se despierta justo a tiempo para evitar el corte. DJ detiene al intruso y Miri escapa por la puerta principal y se sube al auto con Parker.
Cuando DJ sale malherido por la puerta principal, Parker ordena a Miri que se prepare para manejar y decide bajarse y ayudar a DJ solo para notar que en realidad estaba siendo atravesado por el asesino con un atizador de chimenea. Se alejan rápidamente pero chocan, lo que los obliga a abandonar el automóvil y comenzar una secuencia de persecución con su oponente. Suben las escaleras e intentan escapar por el techo, pero el intruso agarra a Miri y la tira, haciéndola caer al suelo. Parker se da cuenta de que su amiga está tirada en el suelo y trata de llegar a ella, pero cuando abre la puerta principal, ve al asaltante corriendo hacia ella. Ella corre a la cocina con la esperanza de encontrar algo con lo que defenderse, y después de luchar con el intruso y obtener ventaja con éxito, lo mata a golpes con un artículo de cocina.
Un leve crujido llama la atención de Parker y se da cuenta de que un segundo intruso entra a la casa, ve a su pareja muerta en el suelo y comienza a gritar. Parker huye de la casa y busca a Miri, que todavía está viva pero con una pierna rota. Parker le dice que finja estar muerta para poder sobrevivir. Justo cuando el intruso está a punto de atrapar a Miri respirando, Parker lanza una piedra para distraerlo y sale corriendo de su escondite, comenzando otra persecución con el nuevo asaltante.
Alcanzan el muelle y Parker utiliza un remo para remar más lejos de la tierra, pero el asesino aparece del agua y casi la agarra. El asesino comienza a atravesar la balsa con su cuchillo y apuñala a Parker en la mano, quien se ve obligada a saltar y nadar después de que su oponente la alcanza. Llega a la casa del vecino, quien la confronta con una escopeta antes de acceder a llamar a la policía. Sin embargo, es apuñalado de inmediato y el intruso persigue una vez más a Parker.
Parker llega a la carretera principal y momentáneamente derriba al intruso cuando se acerca un automóvil. Ella le ruega a la mujer que conduce que la ayude, pero la conductora insiste en que primero se ponga una máscara. La máscara que proporciona el conductor resulta estar mezclada con cloroformo, lo que deja inconsciente a Parker. La conductora y el intruso regresan a la casa del lago con Parker y le realizan una prueba de COVID-19. Se revela que los dos son marido y mujer llamados Jason y Pamela, mientras que su hijo mayor es el otro intruso que ahora ha fallecido. Revelan que Benji es su hijo menor y que murió de COVID-19. Sospechan que Parker lo infectó en la fiesta ya que su prueba de COVID-19 revela que ella es positiva y desean vengarlo matándola. Cuando Jason se va, Miri se acerca sigilosamente y golpea a Pamela. Los dos la defenestran y luego empalan a Jason con cuernos de venado. Los dos escapan a un granero cercano antes de que llegue Pamela y los ataque. Después de que Parker le echa gasolina, Miri prende fuego a Pamela. La policía llega mientras los dos amigos ven arder a Pamela.

## Reparto
- Gideon Adlon como Parker
- Bethlehem Million como Miri
- Dylan Sprayberry as DJ Cole
- Marc Menchaca como Jason
- Jane Adams como Pamela
- Joel Courtney como Tyler
- Chris Reid como Jeb
- Duane Stephens como Sr. Lyons
- Logan Murphy como Benji

## Producción
En septiembre de 2022, se anunció que los escritores Kevin Williamson y Katelyn Crabb y el director John Hyams habían producido Sick, un slasher de terror ambientado durante la pandemia de COVID-19.

## Estreno
El primer avance se lanzó el 6 de enero de 2023 y reveló que la película se estrenaría en Peacock la semana siguiente, el 13 de enero.

## Recepción
En el sitio web de recopilación de reseñas Rotten Tomatoes, el 87 % de las 62 críticas de los críticos son positivas, con una calificación promedio de 7/10. El consenso del sitio web dice: "Inteligente, consciente de sí misma y muy oportuna, esta película de terror coescrita por Kevin Williamson es genial en todos los sentidos". Metacritic, que utiliza un promedio ponderado, asignó a la película una puntuación de 62 sobre 100, basada en 14 críticos, lo que indica críticas "generalmente favorables".
Simon Abrams de RogerEbert.com le dio a la película 3/4 estrellas, calificándola de "una nueva película de terror excepcional" y escribiendo, " Sick es exactamente lo que parece, y mucha diversión mezquina en eso".  Adrian Horton de The Guardian le dio 3/5 estrellas, calificándola de "horror competente de nivel medio cuyo contenedor de Covid es lo suficientemente ajustado como para hacer que el carácter 2020 de la película parezca apropiado en lugar de anticuado".  Peter Debruge de Variety dijo que la película "no solo tiene en cuenta nuestras reglas de la era COVID aún en evolución, sino que también sirve como una divertida cápsula del tiempo para el miedo colectivo que nos ha invadido estos últimos tres años".  Noel Murray de Los Angeles Times la llamó "una película de terror de presupuesto medio hábilmente formulaica, bien elaborada por los guionistas y dirigida con estilo y energía por el hábil John Hyams". 
David Fear de la revista Rolling Stone fue más crítico con la película y escribió: "Si estás dispuesto a sentarte a escuchar una crítica de la vieja historia de adolescentes y terror en una casa del lago en nombre de la curiosidad por la Covid-explotación, hazlo".  William Bibbiani de TheWrap calificó la película como "una obra moralista de memoria con escenas familiares y actuaciones decentes, actuaciones que podrían haber sido geniales si la película hubiera dado a los personajes más, ya sabes, carácter". 